# 银羽竹芋
银羽竹芋（学名：Ctenanthe setosa）为竹芋科锦竹芋属下的一个种。